# Auti 2
Auti 2 (eng. Cars 2) je Pixarov film iz 2011. godine redatelja Johna Lassetera i Brada Lewisa kao ko-redatelja.
Ovo je dvanaesti Pixarov dugometražni igrani film i nastavak filma Auti (2006.), Auti 2 objavljen je u kinima 18. lipnja 2011. u SAD-u, dok je u Hrvatskoj objavljen 25. kolovoza.

## Radnja
Prošlo je pet godina od događaja iz prvog filma. Hrabri britanski tajni agent Flin Mcfin, nakon što je primio poruku od svog kolege Lelanda Turboa, odlazi na naftnu platformu usred oceana kako bi prikupio dokaze o nekoj sumnjivijoj trgovini koju je proveo zli profesor Zundapp, došao je u posjed opasne naprave slične kameri. Nakon što se prikažu ostaci Lelanda Turboa (kompaktna crvena kocka), profesor primjećuje Finnovu prisutnost i lovi ga svojim pristalicama. Nakon neobuzdane potjere, Finn uspijeva pobjeći pretvarajući se da je mrtav i ploveći pod vodom prema kopnu.
U međuvremenu, u Radiator Springsu, šleper Šlep vidi svog prijatelja Munjevitog Jurića, koji je upravo osvojio svoj četvrti Piston Cup, trofej koji je dobio ime po Docu Hudsonu, Jurićinom mentoru, koji je preminuo prethodnih godina. Te večeri, TV emitira program u kojem sir Miles Axlerod, bogati naftni tanker koji je objavio da se odlučio pretvoriti u obnovljivu energiju i da je uspio proizvesti ekološki prihvatljivo alternativno gorivo, Allinol. Tajkun namjerava organizirati niz utrka na raznim lokacijama diljem svijeta, Grand Prix svijeta, kako bi oglašavao proizvod, koji će vozači u utrci morati koristiti. U utrkama sudjeluje i jedan od najjačih trkaćih automobila na svijetu, arogantna talijanska Formula 1 Francesco Spaligumi, koja, pozvana na prijenos, izaziva Munjevitog na utrku podrugljivim tonom, sigurno će ga pobijediti. Munjeviti prihvaća i odlazi sa Šlepom na prvu stanicu turneje, u Tokio.

## Sinkronizacija - glasovi
| Lik                          | Izvorni glas        | Hrvatski glas                   |
| ---------------------------- | ------------------- | ------------------------------- |
| Munjeviti Jurić              | Owen Wilson         | Leon Lučev                      |
| Sanja                        | Bonnie Hunt         | Dora Polić                      |
| Šlep                         | Larry the Cable Guy | Žarko Potočnjak                 |
| Flin Mcfin                   | Michael Caine       | Zijad Gračić                    |
| Helena Hitrošift             | Emily Mortimer      | Alma Prica                      |
| Francesco Spaligumi          | John Turturro       | Livio Badurina                  |
| Ramo                         | Cheech Marin        | Ljubo Zečević                   |
| Flo                          | Jenifer Lewis       | Senka Bulić                     |
| Satnik                       | Paul Dooley         | Žarko Savić                     |
| Šerif                        | Michael Wallis      | Zvonimir Torjanac               |
| Elza                         | Katherine Helmond   | Lela Margitić                   |
| Martin                       | John Ratzenberger   | Pero Juričić                    |
| Krntek                       |                     | Ronald Žlabur                   |
| Đomber                       | Michel Michelis     | Stéphan Macchi                  |
| Filip Tariković              | Patrick Walker      | Tarik Filipović                 |
| Majls Kuplungas              | Eddie Izzard        | Alen Šalinović                  |
| Lewis Hamilton               | Lewis Hamilton      | Hrvoje Klobučar                 |
| Profesor Zündapp             | Thomas Kretschmann  | Ozren Grabarić                  |
| Luigi                        | Tony Shalhoub       | Dražen Bratulić                 |
| Guido                        | Guido Quaroni       | Danilo De Girolamo              |
| Sid/Kraljevski auto glasnik  | Jason Isaacs        | Ranko Tihomirović               |
| Bavrug/Žac Grdi Bavrug       |                     | Robert Ugrina i Hrvoje Klobučar |
| Kepeček/Šajber               |                     | Luka Peroš                      |
| Veljko Žela                  |                     | Željko Vela                     |
| Lovro Matica                 |                     | Matija Lovrec                   |
| Nenad Šajbica                |                     | Nenad Pavlica                   |
| Šlepov kompjuter             | Teresa Gallagher    | Višnja Šikić                    |
| Barba Topolino               | Franco Nero         | Enes Vejzović                   |
| Borbeni brod/Aleksandar Hugo | Velibor Topić       | Aleksandar Cvjetković           |
| Tvrdoglav                    |                     | Goran Karan                     |
| Viktor Hugo                  | Stanley Townsend    | Dean Krivačić                   |
| Joško                        | Lloyd Sherr         | Rakan Rushaidat                 |

## Nagrade i nominacije
- 2011. - Savez žena filmskih novinarki (AWFJ - Alliance of Women Film Journalists)
  - Nominiran za nastavak ili remake koji ne bi trebao postojati
- 2011. - Visual Effects Society
  - Nominirani za najbolju virtualnu fotografiju, Mahyar Abousaeedi, Sharon Calahan, Jeremy Lasky i Jonathan Pytko
- 2012. - Annie Awards
  - Nominizar za najbolji animirani film
  - Nominizari za najbolje animirane efekte, Eric Froemling e Jon Reisch
  - Nominizar za najbolji karakter dizajn, Jay Shuster
  - Nominizar za najbolji scenografiju, Harley Jessup
  - Nominizar za najbolju pricu, Scott Morse
  - Nominizar za najbolji montažu, Stephen Schaffer
- 2012. - Artios Award
  - Nominirani za najbolji casting animiranog filma Kevin Reher e Natalie Lyon
- 2012. - ASCAP Award
  - Osvojio: Top Box Office Films a Michael Giacchino
- 2012. - Golden Reel Award
  - Nominiran za najbolje uređivanje zvuka
- 2012. - Golden Globe
  - Nominiran za najbolji animirani flm
- 2012. - Kids' Choice Awards
  - Nominiran za najbolji animirani flm
- 2012. - MovieGuide Awards
  - Nominiran za najbolji obiteljski film
- 2012. - People's Choice Awards
  - Nominiran za najbolji animirani glas, Owen Wilson
- 2012. - PGA Awards
  - Nominiran za najboljeg producenta, Denise Ream
- 2012. - Saturn Award
  - Nominiran za najbolji animirani flm

## Vanjske poveznice
- Službena stranica Pixar
- Auti 2 u internetskoj bazi filmova IMDb-a